# Heterochelus spretus
Heterochelus spretus är en skalbaggsart som beskrevs av Hermann Burmeister 1844. Heterochelus spretus ingår i släktet Heterochelus och familjen Melolonthidae. Inga underarter finns listade i Catalogue of Life.